# Weaver (fiume)
Il Weaver è un fiume inglese affluente di sinistra della Mersey.

## Descrizione
Il Weaver nasce a sud di Peckforton, sul margine orientale delle Peckforton Hills, nel Cheshire occidentale. Da qui scorre in direzione sud-est verso lo Shropshire. Poi piega a nord presso Audlem e scorre attraverso le pianure del Cheshire.
Attraversa in successione le cittadine di Nantwich, Winsford e Northwich, dove riceve in destra orografica il Dane. Da qui prosegue in direzione nord-ovest. Un tempo affluente del Mersey, oggi si unisce al Manchester Ship Canal presso il porto di Runcorn, che è stato sviluppato per le navi oceaniche.